# Die Tolle Grete
Das Die Tolle Grete oder De Dulle Griet genannte Ölgemälde von Pieter Bruegel dem Älteren zeigt eine hünenhafte Frau, die in Harnisch und Helm durch ein infernales Chaos schreitet. Es entstand um 1562 und befindet sich heute im Museum Mayer van den Bergh in Antwerpen.

## Beschreibung
Das Bild, eine Holztafel von etwa 162 Zentimetern Breite und 117 Zentimetern Höhe, ist fast ausschließlich in Schwarz sowie Rot-, Gelb- und Brauntönen gehalten. Zentrale und namensgebende Figur ist eine alte, zahnlose, schreitende Frauengestalt mit entschlossenem Blick, die im Vordergrund leicht links der Bildmitte angeordnet ist. Sie trägt einen Brustpanzer und einen Helm über ihrer bäuerlichen Kleidung. In der rechten Hand hält sie ein blankes Schwert, unter dem linken Arm eine Truhe sowie Körbe und Beutel, angefüllt unter anderem mit Kelchen, Tellern, Ringen, einer Pfanne und einem Krug. Ihr folgt eine Horde kleinerer Frauen, die, ebenfalls bewaffnet, aber ohne Rüstung auf eine Vielzahl unterschiedlicher Fabelwesen einprügelt. Ein Teil der Gruppe stürmt ein heruntergekommenes Haus, auf dessen Dachfirst eine überlebensgroße Gestalt mit einem Boot auf dem Rücken sitzt, die sich Geld aus dem Hintern scheffelt.
Die umgebende Landschaft ist angefüllt mit verschiedensten Dämonen, die teils bewaffnet ihr Unwesen treiben. Die meisten Gebäude sind verfallen, am linken Bildrand geht eine Festung in ein riesiges, fratzenhaftes Gesicht über, aus dessen aufgerissenem Maul weitere Ungeheuer kommen. Der Himmel ist dunkelrot, am Horizont, vor allem in der rechten Bildhälfte sind brennende Städte zu sehen.
Das Werk zeigt Reste einer Signatur, von der nur noch eine unleserliche Jahreszahl zu erkennen ist. Fotografische Großaufnahmen lassen „MDLXII“ (Römische Zahlschrift für 1562) erkennen, was mit der zeitlichen Einordnung des Bildes übereinstimmt.

## Deutungen
Die Tolle Grete gilt als „eines der rätselvollsten Bilder Pieter Bruegels“. Aus der Reihe der unterschiedlichen Deutungen konnte sich keine durchsetzen. Häufig wird die Vermutung geäußert, dem Bild liege eine volkstümliche flämische Erzählung oder ein nicht mehr bekanntes literarisches Vorbild zu Grunde.
In seinem Schilder-Boeck von 1604 bringt Karel van Mander das Gemälde in Zusammenhang mit dem Sprichwort „een roof voor de helle doen“ (deutsch etwa: ‚einen Raub vor der Hölle tun‘). Dies wurde teilweise gedeutet als Raubzug oder Anwerben für die Hölle. Dagegen erklärt Jan Grauls die Redewendung als „eine waghalsige Tat tun in der Hoffnung auf Gewinn, weder Teufel noch Hölle fürchten, der Gefahr trotzen oder mit äußerster Kühnheit, ungeachtet aller Gefahr ein gewinnversprechendes Unternehmen angreifen“. Dementsprechend interpretieren auch René van Bastelaer und Georges Hulin de Loo das Sprichwort: „Einen Raubzug vor der Hölle tun bedeutet offenkundig ihr trotzen.“ Dulle Griet sei der volkstümliche Spitzname der Megäre, einer boshaften und streitsüchtigen Frau. Dieser Name ist metaphorisch auch verschiedenen Großgeschützen gegeben worden, etwa der Großen Kanone von Gent; das englische “Mad Meg” bezeichnet etwa Geschütze in Londonderry und Edinburgh.
Auf einer Fehlübersetzung beruht das Missverständnis, van Mander habe die Kleidung der Tollen Grete als „schottisch“ identifiziert. Tatsächlich hatte das falsch verstandene Wort schots im Mittelniederländischen die Bedeutungen ‚sonderbar‘ und ‚närrisch‘.
Grauls las, teils in Anlehnung an Gotthard Jedlicka, aus dem Bild weitere Redewendungen: So soll die Rüstung eine Anspielung sein auf „terstont in ’t harnas zijn“ (deutsch etwa: ‚sogleich im Harnisch sein‘, das heißt: rasch aufbrausen, zornig werden), der eiserne Handschuh auf „Iets met ijzeren handschoenen aangrijpen“  (‚etwas mit eisernen Handschuhen angreifen‘, d. h.: gewalttätig sein), die Gestalt auf dem Dachfirst auf „opscheppen met de grote lepel“ (‚mit dem großen Löffel schöpfen‘, d. h. verschwenden). Das Boot auf dem Rücken der Figur identifiziert er als die „blauwe schuit“, das blaue Boot, ein Symbol für Verschwendungssucht. Roger Marijnissen und Max Seidel merken dazu an, dass das Boot nicht – oder zumindest nicht mehr – blau sei.

## Provenienz
Das Gemälde befindet sich heute im Museum Mayer van den Bergh in Antwerpen. Fritz Mayer van den Bergh erstand es auf einer Versteigerung 1897 in Köln zu einem günstigen Preis. Zuvor war es im Besitz von Kaiser Rudolf II.